# Kanton Saint-Nicolas-de-la-Grave
Kanton Saint-Nicolas-de-la-Grave is een voormalig kanton van het Franse departement Tarn-et-Garonne. Kanton Saint-Nicolas-de-la-Grave maakte deel uit van het arrondissement Castelsarrasin. Het werd opgeheven bij decreet van 27 februari 2014 met uitwerking op 22 maart 2015.

## Gemeenten
Het kanton Saint-Nicolas-de-la-Grave omvatte de volgende gemeenten:
- Angeville
- Castelferrus
- Castelmayran
- Caumont
- Cordes-Tolosannes
- Coutures
- Fajolles
- Garganvillar
- Labourgade
- Lafitte
- Montaïn
- Saint-Aignan
- Saint-Arroumex
- Saint-Nicolas-de-la-Grave (hoofdplaats)